# Boîte de nonne

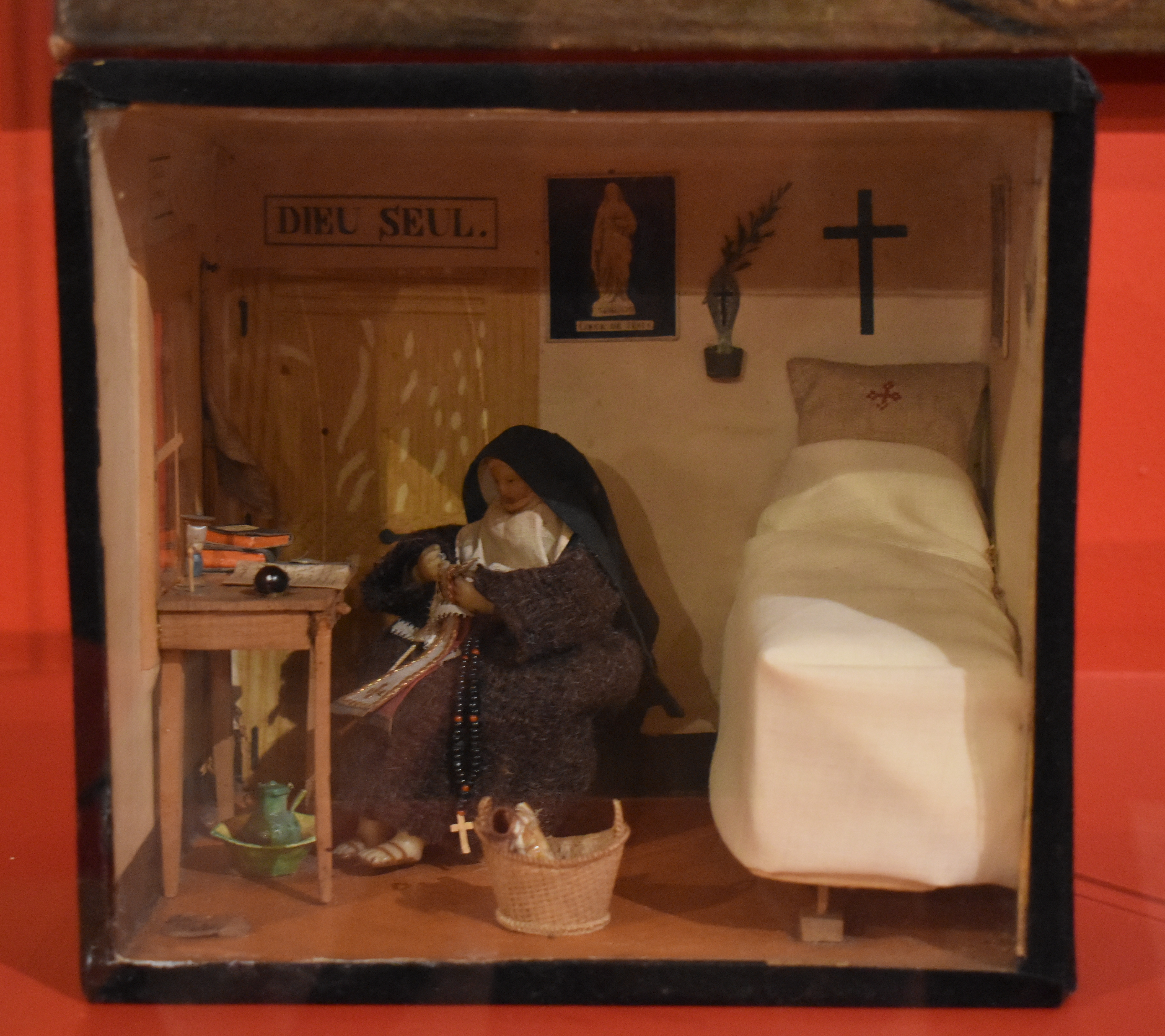
Boîte du XIXe siècle représentant une cellule de Carmélite (Musée du Vieil-Aix).

Une boîte de nonne, ou cellule de nonne, est un objet créé par une religieuse reproduisant en miniature son lieu de vie. Cette maquette de sa cellule prend généralement la forme d'une petite boîte vitrée, à l’image d’une maison de poupées formée d’une seule pièce, dans laquelle la religieuse se met en scène.
Les sources permettant de retracer l'histoire de ces objets sont peu nombreuses. En effet, les documents produits par les religieuses ne les mentionnent presque jamais. Ces cellules miniatures sont, par ailleurs, difficiles à repérer dans les collections des musées en raison de la diversité de leurs dénominations, en français comme dans d'autres langues (« cellule de religieuse », « reconstitution de cellule », « cellule miniature », « niches vitrées », « béatille », beatiho en provençal...). Le terme « boîte de nonne » a été popularisé par l'artiste Lena Vandrey, qui, après en avoir acquis plusieurs en Provence et s'en être inspirée pour ses propres œuvres, les a exposées au musée d'Art sacré du Gard, à Pont-Saint-Esprit, auquel elle a fait don de sa collection à la fin des années 1990.
Ces objets s'intègrent dans le contexte de l'artisanat monastique et peuvent s'apparenter à des scènes de genre, des objets de dévotion (crèches, reliquaires) et des images pieuses.

## Histoire
Cette pratique se rencontre principalement en Europe de l'Ouest entre le XVIIIe siècle et les années 1930 chez des religieuses de divers ordres, en particulier les ordres contemplatifs comme les carmélites déchaussées ou les Clarisses. Les maquettes obéissent à des normes propres à chaque ordre religieux. L'habit, l'apparence, la disposition du mobilier, l'imagerie, diffèrent selon les communautés. Ces objets sont essentiellement produits dans des couvents féminins de Bourgogne, de Provence, de Bavière, de Suisse ou encore de la péninsule ibérique.
Ces modèles réduits donnent à voir la cellule de la religieuse, un espace qui symbolise sa relation intime avec Dieu et qui est, en théorie, soustrait à tous les regards, à l'exception de ceux de la religieuse et de sa supérieure chargée de surveiller son comportement. Longtemps, la cellule monastique a échappé à toute représentation iconographique, suscitant des fantasmes. Ainsi, ces maquettes constituent « une étape importante dans la construction et la diffusion de l'image de la cellule religieuse hors des couvents ». 
La pratique, très répandue dans la seconde moitié du XIXe siècle, lorsque le nombre de couvents féminins augmente considérablement, se poursuit jusqu'au concile de Vatican II dans les années 1960.
Ces objets constituent ainsi un précieux témoignage de la culture matérielle et du patrimoine religieux européens.

## Description

### Fabrication
Exclusivement produites par des femmes lors de leur entrée en vie consacrée, les boîtes de nonnes sont fabriquées à partir de matériaux de récupération (mie de pain, cire, chutes de tissu, bois, carton et papier) avec des moyens techniques simples. À partir du XXe siècle, les religieuses utilisent progressivement de nouveaux matériaux : le Celluloïd remplace la porcelaine ; le Plexiglas, le verre... La démocratisation de la photographie permet d'introduire dans la cellule le portrait de la religieuse.
Elles s'y représentent en miniature, sous la forme de poupées de cire, de silhouettes de papier et de photographies, au travail ou en prière, entourées des objets de leur quotidien (lit, bénitier, crucifix, prie-Dieu, écritoire, balai, corbeille à ouvrage, images pieuses…) minutieusement reconstitué. Ces accessoires pouvaient être fabriqués par des sœurs spécialistes de cet artisanat, puis remis aux novices.
Dans certains cas, cette miniaturisation relève de l’exploit technique, comme lorsqu’elles se représentaient à l’intérieur de leur cellule, dans une coquille d’œuf, de noix ou un coquillage.

### Usages
En l'absence de traces documentant ces pratiques, les fonctions de ces objets restent hypothétiques. 
Une fois ses vœux prononcés, une religieuse cloîtrée passe à tout jamais derrière la clôture. En guise de souvenir pour leurs proches, ces religieuses fabriquent, pour les leur offrir, des maquettes de leurs cellules, maquettes qui leur permettent de se montrer en trois dimensions dans leur principal lieu de vie, avec son décor, son  mobilier, leurs occupations. Ces boîtes offrent donc une mise en scène minutieuse et rigoureuse de la cellule d’une religieuse.
Envoyées par les sœurs à leurs familles, ces boîtes tissent un lien entre l’intérieur et l’extérieur du couvent. Elles « décloisonnent les frontières entre le couvent et l’extérieur d’une part, la vie communautaire et la vie solitaire d’autre part » . Parfois offertes à des jeunes filles, les petites cellules permettent à d'éventuelles postulantes de se représenter la vie qui les attend au couvent, voire de susciter des vocations. À cela s'ajoute la dimension ludique de ces maquettes. Ces objets pouvaient également avoir une fonction pédagogique afin de former les novices aux usages de la communauté qu'elles s'apprêtaient à rejoindre. Il est enfin possible que ces objets constituent des supports de dévotion domestique, voire de prière.

## Conservation
Fragiles et longtemps jugés peu digne d'intérêt, ces objets ont toutefois été collectionnés dès la fin du XIXe siècle, notamment par le poète provençal Frédéric Mistral ou, plus tard, par la plasticienne Léna Vandrey (1941-2018). 
Si ces boîtes n'ont pas toujours été correctement préservées, un certain nombre d'entre elles a été conservé par des musées ethnographiques ou d'art sacré, comme l'hôtel d'Agar de Cavaillon, le Museon Arlaten d'Arles, le musée d'art sacré du Gard ou encore le musée d'Art et d'Histoire de Fribourg ; mais également par des collectionneurs privés et des artistes.
Dans le cadre d'un projet de recherche conduit par des chercheuses du Laboratoire de médiévistique occidentale de Paris (LaMOP)  intitulé à « Enfermement. Une histoire comparée des enfermements monastiques et carcéraux (Ve au XIXe siècle) », cinq cent boîtes de nonnes ont été recensées.